# Crazzy Steve
Steven Scott (ur. 4 marca 1984 w Montrealu) – kanadyjski wrestler znany pod swoim pseudonimem ringowym jako Crazzy Steve.

## Życiorys
Urodził się 4 marca 1984 roku jako Steven Scott w Montrealu w Kanadzie.
Jako wrestler debiutował w 2003 roku pod pseudonimem ringowym Crazzy Steve. Pracował dla takich niezależnych organizacji wrestlingu jak ESW, PWA, GCW, NVP, BCW, NSW i MPW.
W latach 2014–2017 roku i od 2020 roku związany jest z Impact Wrestling, wcześniej znaną jako Total Nonstop Action (TNA). Należał do tag teamu The Menagerie. Później współtworzył tag team Decay z Abyssem i razem 19 marca 2016 roku wygrali mistrzostwo TNA World Tag Team Championship. Stracili je 2 października, przegrywając walkę z Broken Mattem i Brother Nero z tag teamu The Broken Hardys.